# 马利亚诺-代马尔西
马利亚诺-代马尔西（義大利語：Magliano de' Marsi），是意大利阿布鲁佐大区拉奎拉省的一个市镇。总面积67.96平方公里，人口3861人，人口密度56.8人/平方公里（2009年）。ISTAT代码为066053。